# Epilobium atlanticum
Epilobium atlanticum är en dunörtsväxtart som beskrevs av René Verriet de Litardière och Maire. Epilobium atlanticum ingår i släktet dunörter, och familjen dunörtsväxter. Inga underarter finns listade i Catalogue of Life.